# 阿马西亚省
阿马西亚省（土耳其語：Amasya）是位于土耳其北部邻近黑海的一个省，首府阿马西亚。
阿马西亚省被提及始于亚历山大大帝时期的文献，最初称为Amesia。著名的地理和历史学家斯特拉博就出生于此。
阿马西亚省也是土耳其最佳的苹果生长地。